# Gardenia tahitańska

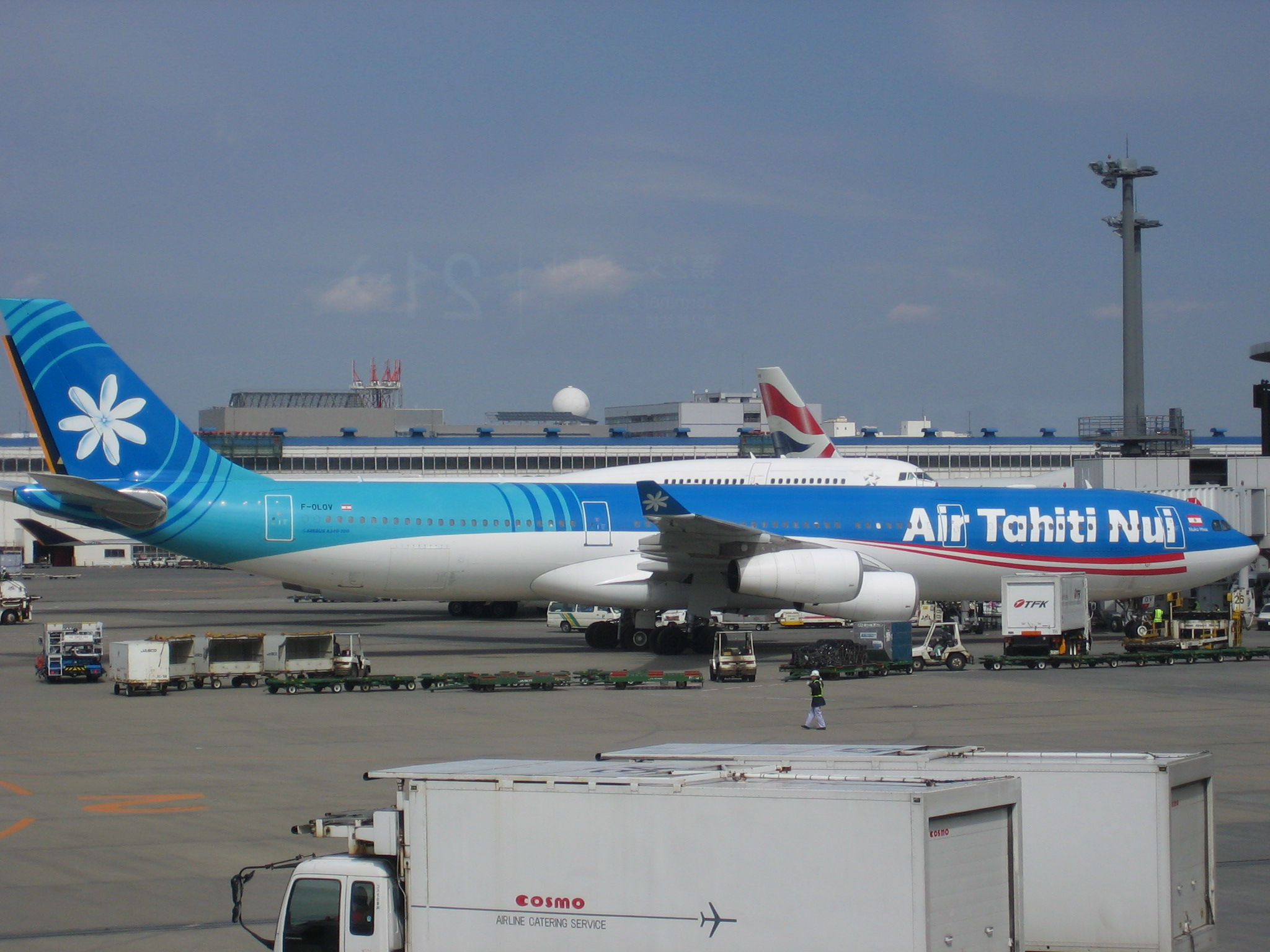
Samolot z logo Air Tahiti Nui

Gardenia tahitańska (Gardenia taitensis DC.) – gatunek rośliny z rodziny marzanowatych. Występuje na wyspach południowego Pacyfiku. Narodowy kwiat Tahiti, gdzie znany jest jako tiare tahiti (język tahitański: "kwiat Tahiti"). Kwiat gardenii stanowi godło zarówno Tahiti, jak i Wysp Cooka, znajduje się także w logo tahitańskich linii lotniczych Air Tahiti Nui. Pierwszy opis botaniczny tego gatunku sporządził Georg Forster, przyrodnik biorący udział w drugiej wyprawie Jamesa Cooka. Roślina znajduje zastosowanie ze względu na swe walory ozdobne, jak i kosmetyczne. 

## Morfologia i biologia
PokrójZimozielony krzew.
LiścieNaprzeciwległe, krótkoogonkowe, odwrotnie jajowate i całobrzegie.
KwiatyWyróżniają się okazałą koroną z sześciu (do ośmiu, rzadko nawet więcej) białych płatków, pręcików sześć, słupek pojedynczy. Kwitnie przez cały rok, ale szczególnie intensywnie w okresie od września do kwietnia.
SiedliskoRośnie w miejscach dobrze nasłonecznionych, zarówno na stromych zboczach nadmorskich, jak i na zboczach gór.

## Zastosowanie
- Poprzez macerację kwiatu w oleju kokosowym otrzymuje się w Polinezji kosmetyk do pielęgnacji skóry i włosów, zwany monoi.
- Do zwyczaju należy witanie gości poprzez ofiarowanie girlandy (zwanej tiara Tahiti). Kwiaty noszone są również włosach jako ozdoba przez miejscowe kobiety, za prawym uchem przez kobiety niezamężne, za lewym przez mające partnera.

## Lokalne nazwy
- Tiare maohi (Tahiti)
- Tiare maori (Wyspy Cooka)
- Pua samoa / Pua fiti (Samoa)
- Siale tonga (Tonga)